# Bisdom Batouri

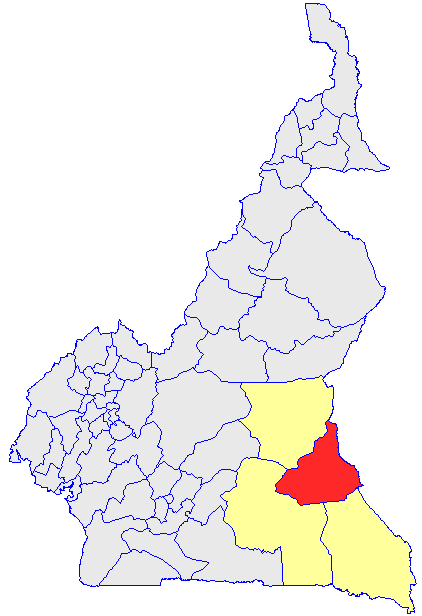
Het bisdom Batouri (rood) binnen de regio Est (geel)

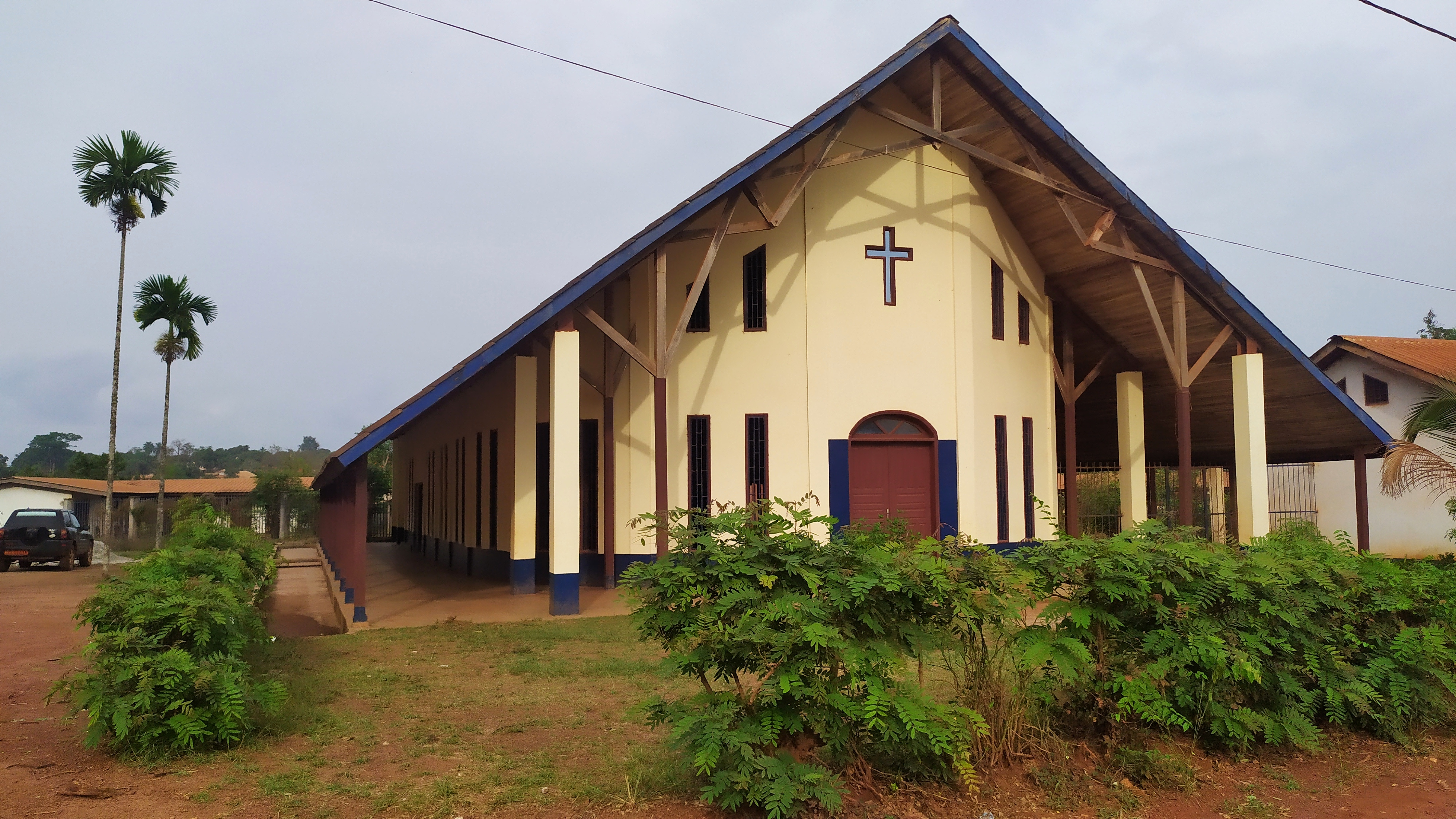
De Sint-Martinuskerk in Batouri

Het bisdom Batouri (Latijn: Dioecesis Baturiensis) is een rooms-katholiek bisdom in Kameroen. Het maakt samen met drie andere bisdommen deel uit van de kerkprovincie Bertoua en is suffragaan aan het aartsbisdom Bertoua. Het bisdom telt 48.000 katholieken (2018), wat zo'n 22,7% van de totale bevolking van 214.000 is. het bisdom heeft een oppervlakte van 15.981 km². en komt overeen met het departement Kadei (regio Est). In 2018 bestond het bisdom uit 15 parochies.  

## Geschiedenis
- 1999: Oprichting uit delen van het bisdom Bertoua

## Speciale kerken
De kathedraal van het bisdom Batouri is de Cathédrale Notre-Dame in Batouri.

## Leiderschap
- Roger Pirenne, CICM (1994–1999)
- Samuel Kleda (2000–2007)
- Faustin Ambassa Ndjodo, CICM (2009–2016)
- Marcellin-Marie Ndabnyemb (sinds 2018)